# Wahrheitsnähe
Wahrheitsnähe, auch Wahrheitsähnlichkeit, ist im kritischen Rationalismus ein Maß, mit dem man vergleichen kann, welche von zwei falschen Theorien eine bessere Annäherung an die Wahrheit darstellt und welche von zwei wahren Theorien präziser ist. Die Vorstellung eines solchen Maßes ist notwendigerweise rein fiktiv und nur modellhaft anwendbar, da die tatsächliche Wahrheit bekannt sein müsste, um es auf Theorien in der Praxis anzuwenden. Eine adäquate Definition der Wahrheitsnähe würde es trotzdem erlauben, zumindest sinnvoll von der Möglichkeit des Fortschritts in der Wissenschaft zu sprechen.
Popper, der Begründer des kritischen Rationalismus, stand dem Wahrheitsbegriff anfänglich skeptisch gegenüber: „In dem von uns skizzierten Aufbau der Erkenntnislogik können wir auf den Gebrauch der Begriffe ‚wahr‘ und ‚falsch‘ verzichten.“ Erst nachdem er Alfred Tarski kennengelernt und sich mit seinem semantischen Wahrheitskonzept auseinandergesetzt hatte, akzeptierte er die Bedeutung des Begriffs für die Wissenschaft.

## Definition
Poppers erster Versuch einer Definition gründete auf dem Postulat, dass die Wahrheitsähnlichkeit einer Theorie {\displaystyle t_{2}} größer ist als die einer Theorie {\displaystyle t_{1}}, wenn sich ihre Wahrheits- und Falschheitsgehalte vergleichen lassen und wenn eine der folgenden Eigenschaften erfüllt ist:
1. {\displaystyle t_{2}} hat einen höheren Wahrheitsgehalt, aber keinen höheren Falschheitsgehalt, als {\displaystyle t_{1}}
2. {\displaystyle t_{1}} hat einen höheren Falschheitsgehalt, aber keinen höheren Wahrheitsgehalt, als {\displaystyle t_{2}}

Wahrheits- und Falschheitsgehalt sind dabei die Menge der wahren bzw. falschen Sätze, die aus der Theorie hergeleitet werden können.
Popper definiert daraufhin die Wahrheitsnähe einer Theorie {\displaystyle a} als
{\displaystyle {\mathit {Vs}}(a)={\mathit {Ct}}_{T}(a)-{\mathit {Ct}}_{F}(a)}
wobei {\displaystyle {\mathit {Ct}}_{T}(a)} und {\displaystyle {\mathit {Ct}}_{F}(a)} ein Maß für den Wahrheits- bzw. Falschheitsgehalt der Theorie ist.

## Kritik
Unabhängig voneinander fanden Pavel Tichý und David Miller heraus, dass Poppers erste Definition nicht adäquat ist, weil man daraus schlussfolgern kann, dass alle falschen Theorien die gleiche Wahrheitsnähe haben. David Miller schlägt als Alternative vor, den Wahrheitsgehalt- und Falschheitsgehalt einer Theorie nicht darüber zu definieren, was man aus ihr ableiten kann, sondern über Klassen von Modellen. Miller definiert den Wahrheitsgehalt einer Theorie als die Klasse der Modelle, die nicht die reale Welt beschreiben und in der die Theorie ungültig ist, und den Falschheitsgehalt als die leere Menge, wenn die Theorie wahr ist, sowie die Menge mit dem Modell der realen Welt als Element, wenn die Theorie falsch ist. Definiert man nun eine Theorie {\displaystyle t_{2}} als genau dann wahrheitsnäher als eine Theorie {\displaystyle t_{1}}, wenn der Wahrheitsgehalt von {\displaystyle t_{2}} eine echte Teilmenge des Wahrheitsgehalts von {\displaystyle t_{1}} und der Falschheitsgehalt von {\displaystyle t_{1}} eine echte Teilmenge des Falschheitsgehalts von {\displaystyle t_{2}} is, so lässt sich die Gültigkeit der folgenden Eigenschaften zeigen:
1. Wenn {\displaystyle t_{2}} wahr ist und sich {\displaystyle t_{1}} daraus ableiten lässt, dann ist {\displaystyle t_{2}} wahrheitsnäher als {\displaystyle t_{1}}
2. Wenn {\displaystyle t_{1}} falsch ist, dann ist der Wahrheitsgehalt von {\displaystyle t_{2}} wahrheitsnäher als {\displaystyle t_{1}}
3. Wenn {\displaystyle t_{1}} falsch ist und sich aus {\displaystyle t_{2}} ableiten lässt, dann ist {\displaystyle t_{2}} wahrheitsnäher als {\displaystyle t_{1}}. Dies ist eine auf den ersten Blick nicht intuitive Konsequenz, die auch Miller selbst anfänglich missfiel. Er änderte jedoch seine Auffassung, da es mit der die Verbindung wahrer Theorien mit noch sehr fehlerhaften Theorien über neu erforschte Details harmoniert.
4. Wenn {\displaystyle t_{2}} wahrheitsnäher als {\displaystyle t_{1}'} ist und {\displaystyle t_{1}'} wahrheitsnäher als {\displaystyle t_{1}}, dann ist {\displaystyle t_{2}} wahrheitsnäher als {\displaystyle t_{1}}
5. Wenn keine der obigen Eigenschaften erfüllt ist, dann ist {\displaystyle t_{2}} nicht wahrheitsnäher als {\displaystyle t_{1}}

Am Versuch, die Wahrheitsnähe numerisch zu bestimmen, wurde nicht nur kritisiert, dass seine Ergebnisse unbrauchbar seien. Nach Herbert Keuth enthält er überhaupt schwere begriffliche Fehler. Er sei kontradiktorisch und definiere auch nicht ein Maß. Es gebe keine adäquate Grundlage, nach welcher elementaren Sätzen Werte zugeschrieben werden könnten, die numerisch ausdrücken, wie viel sie über die Realität behaupten.